# بخش کلینتون، شهرستان سنت لوئیس، مینه سوتا
بخش کلینتون (به انگلیسی: Clinton Township) یک منطقهٔ مسکونی در ایالات متحده آمریکا است که در شهرستان سنت لوئیس، مینه‌سوتا واقع شده‌است.
 بخش کلینتون ۸۷٫۷ کیلومتر مربع مساحت و ۱٬۰۱۵ نفر جمعیت دارد و ۴۱۹ متر بالاتر از سطح دریا واقع شده‌است.